# Clobazam
Clobazam (Handelsname Frisium; Hersteller: Sanofi-Aventis) ist ein Arzneistoff aus der Gruppe der Benzodiazepine. Er wird in der Behandlung von Spannungs-, Erregungs- und Angstzuständen sowie zur Behandlung von Anfallsleiden (Antiepileptikum, Antikonvulsivum) eingesetzt.

## Klinische Angaben

### Anwendungsgebiete
Clobazam ist zugelassen als
- Beruhigungsmittel zur symptomatischen Behandlung von akuten und chronischen Spannungs-, Erregungs- und Angstzuständen und
- Antikonvulsivum zusätzlich zu einer Standardbehandlung von Patienten mit Epilepsie, die nicht anfallsfrei sind.

### Gegenanzeigen
Clobazam darf nicht angewendet werden bei:
- Überempfindlichkeit gegen Clobazam
- Abhängigkeit von Arzneimitteln, Alkohol oder anderen Drogen
- stillenden Frauen
- akuter Vergiftung mit Alkohol oder anderen ZNS-aktiven Substanzen
- Myasthenia gravis
- schweren Leberschäden
- Schlafapnoe
- schweren Störungen der Atmung.

Clobazam darf nur unter besonderer Nutzen-Risiko-Abwägung und mit ggf. reduzierter Dosis gegeben werden bei:
- vom Rückenmark oder vom Kleinhirn ausgehenden Ataxien
- Schwangerschaft im ersten Trimenon
- chronischer oder akuter respiratorischer Insuffizienz.

## Entwicklung und Vermarktung
Clobazam wurde in den späten 1960er Jahren bei dem italienischen Unternehmen Laboratori Farmaceutici Maestretti in Mailand synthetisiert und später bei Hoechst zum Arzneimittel entwickelt. Es wurde seit Mitte/Ende der 1970er Jahre in vielen Ländern in den Handel gebracht, zunächst als Beruhigungsmittel und Anxiolytikum und später auch als Antikonvulsivum.

## Rechtslage in Deutschland
Clobazam unterliegt der Gesetzgebung des Betäubungsmittelgesetzes (BtMG). Hier ist es in die Anlage III (verkehrsfähige und verschreibungsfähige Betäubungsmittel) aufgenommen worden; ausgenommen sind Zubereitungen, die pro abgeteilter Form (Tablette, Zäpfchen, Ampulle) nicht mehr als 20 mg des Wirkstoffes und keine weiteren Betäubungsmittel enthalten. Bis zu dieser Dosis ist der Wirkstoff nur verschreibungspflichtig.

## Handelsnamen
Frisium (D, A), Urbanyl (CH)